# Поперечне (Юргинський округ)
Попере́чне (рос. Поперечное) — село у складі Юргинського округу Кемеровської області, Росія.

## Населення
Населення — 1011 осіб (2010; 1084 у 2002).
Національний склад (станом на 2002 рік):
- росіяни — 90 %